# Dipturus apricus
Dipturus apricus  (лат.) — вид хрящевых рыб семейства ромбовых скатов отряда скатообразных. Обитают в центрально-западной части Тихого океана. Встречаются на глубине до 606 м. Их крупные, уплощённые грудные плавники образуют диск в виде ромба с удлинённым и заострённым рылом. Максимальная зарегистрированная длина 76,5 см. Откладывают яйца. Не являются объектом целевого промысла.

## Таксономия
Впервые вид был научно описан в 2008 году. Голотип представляет собой взрослого самца длиной 59,8 см, пойманного у берегов Квинсленда (22°35′ ю. ш. 153°40′ в. д.) на глубине 314—319 м. Паратипы: самки длиной 24,9—73,5 см, неполовозрелые самцы длиной 16,7—54,2 см и взрослый самец длиной 65,9 см, пойманные там же на глубине 220—606 м. Видовой эпитет происходит от слова лат. apricus — «загорелый».

## Ареал
Эти батидемерсальные скаты являются эндемиками вод Квинсленда, Австралия. Встречаются в верхней части материкового склона на глубине от 195 до 606 м. В основном между 300 и 500 м.

## Описание
Широкие и плоские грудные плавники этих скатов образуют ромбический диск с округлым рылом и закруглёнными краями. На вентральной стороне диска расположены 5 жаберных щелей, ноздри и рот. На длинном хвосте имеются латеральные складки. У этих скатов 2 редуцированных спинных плавника и редуцированный хвостовой плавник.
Ширина диска в 1,1—1,2 раза больше длины и равна 67—71 % длины тела. Удлинённое и заострённое рыло образует угол 68—77°. Длина хвоста составляет 0,7—0,8 расстояния от кончика рыла до клоаки. Хвост тонкий. Ширина хвоста в средней части равна 1,4—1,7 его высоты и 1,4—1,8 у основания первого спинного плавника. Расстояние от кончика рыла до верхней челюсти составляет 18—22 % длины тела и в 2,4—2,8 раза превосходит дистанцию между ноздрями. Длина головы по вентральной стороне равна 33—36 % длины тела. Длина рыла в 4,1—4,8 превосходит, а диаметр глаза равен 52—72 % межглазничного пространства. Высота первого спинного плавника в 1,8—2,4 раза больше длины его основания. Расстояние между началом основания первого спинного плавника и кончиком хвоста в 2,9—3,6 раза превосходит длину его основания и в 3—3,9 длину хвостового плавника. Брюшные плавники среднего размера. У половозрелых самцов длина задней лопасти составляет 15—17 %, а длина класперов 23—27 % длины тела, длина передней лопасти равна 67—69 % длины задней лопасти. Передний край взрослых самцов покрыт узкой колючей полосой. Маларные и затылочные шипы отсутствуют. У самцов хвост покрыт рядом колючек . У крупных самок имеются дополнительные латеральные ряды колючек. Грудные плавники образованы 86—91 лучами. Количество позвонков 128—140. На верхней челюсти имеются 32—40 зубных рядов. Дорсальная поверхность диска ровного серо-коричневого цвета. Вентральная поверхность более тёмного серо-коричневого оттенка. Рыло черноватое. Чувствительные поры, расположенные на вентральной стороне диска, очень маленькие, со слегка тёмными краями. У мелких особей (<57 см) спинные и хвостовой плавники, кончик хвоста, края брюшных плавников и задний край грудных плавников чёрные. Максимальная зарегистрированная длина 76,5 см.

## Биология
Подобно прочим ромбовым эти скаты откладывают яйца, заключённые в жёсткую роговую капсулу с выступами на концах. Эмбрионы питаются исключительно желтком. Самки в целом крупнее самцов. Самцы достигают половой зрелости при длине 55—66 см. Длина при появлении на свет 15—17.

## Взаимодействие с человеком
Эти скаты не являются объектом целевого промысла. Потенциально могут попадаться в качестве прилова. Международный союз охраны природы присвоил виду охранный статус «Вызывающий наименьшие опасения».